# Коуп, Джулиан
Джулиан Коуп (Julian Cope, 21 октября 1957 года, Мид Гламорган, Уэльс) — британский рок-музыкант, певец и автор песен, наибольшую известность получивший как фронтмен The Teardrop Explodes. Коуп — автор двух автобиографий и четырёх книг по истории музыки и британского фольклора.

## Биография
Джулиан Коуп родился в Дери, Мид Гламорган, Уэльс; его детские годы прошли в Тамуорте, графство Стаффордшир. Коуп учился в Городском колледже высшего образования Ливерпуля (City of Liverpool College of Higher Education) неподалёку от Прескота, который являлся в то время частью Ланкаширского университета.

## Дискография

### Студийные альбомы
- 1984 World Shut Your Mouth (UK #40)
- 1984 Fried (UK #87)
- 1987 Saint Julian (UK #11)
- 1988 My Nation Underground (UK #42)
- 1989 Skellington
- 1990 Droolian
- 1991 Peggy Suicide (UK #23)
- 1992 Jehovahkill (UK #20)
- 1993 Rite
- 1994 Autogeddon (UK #16)
- 1995 20 Mothers (UK #20)
- 1996 Interpreter (UK #39)
- 1997 Rite 2
- 1999 Odin
- 2000 An Audience With the Cope 2000/2001
- 2001 Discover Odin
- 2002 Rite Now
- 2003 Rome Wasn’t Burned In A Day
- 2005 Citizen Cain’d
- 2005 Dark Orgasm
- 2006 Rite Bastard
- 2007 You Gotta Problem With Me
- 2008 Black Sheep
- 2009 Julian Cope Presents The Unruly Imagination[3]
- 2012 Psychedelic Revolution
- 2012 Woden
- 2013 Revolutionary Suicide

### Концертные альбомы
- 2004 Live Japan '91

### Переиздания
- 1993 Ye Skellington Chronicles (расширенная версия Skellington плюс сиквел Skellington 2)
- 2006 Jehovahkill: Deluxe Edition